# Марьино (Вязниковский район)
Марьино — деревня в Вязниковском районе Владимирской области России, входит в состав муниципального образования «Город Вязники».

## География
Деревня расположена близ берега реки Клязьма в 8 км на восток от райцентра Вязники.

## История
В конце XIX — начале XX века деревня входила в состав Олтушевской волости Вязниковского уезда. В 1859 году в деревне числилось 24 двора, в 1905 году — 28 дворов, в 1926 году — 41 дворов.
С 1929 года деревня входила в состав Пирово-Городищенского сельсовета Вязниковского района, с 1940 года — в составе Вязниковского сельсовета, с 1954 года — в составе Федурниковского сельсовета, с 1965 года — в составе Илевниковского сельсовета, с 2005 года — в составе муниципального образования «Город Вязники».

## Население
| 1859 | 1905 | 1926 | 2002 | 2010 | 2021 |
| ---- | ---- | ---- | ---- | ---- | ---- |
| 168  | ↗196 | ↗284 | ↘18  | ↗27  | ↘12  |